# Marc-André Grondin
Marc-André Grondin (Montreal, 11 de marzo de 1984) es un actor canadiense, conocido por haber interpretado a Zachary Beaulieu en la película C.R.A.Z.Y.

## Biografía
Es hijo de Denis Grondin (un personaje conocido de la radio canadiense).
Su hermano menor es el actor Mathieu Grondin.

## Carrera
En el 2008 se unió al elenco de la película Che: Part Two donde dio vida a Régis Debray, un filósofo y escritor francés.
En el 2010 interpretó al impostor Frédéric Bourdin quien se hace pasar por Nicholas Marc Randall, un joven que había desaparecido cuatro años atrás en la película The Chameleon.
En el 2011 apareció en la película Goon donde interpretó al jugador de hockey Xavier LaFlamme.
En el 2014 se anunció que se había unido al elenco principal de la nueva serie Spotless, donde daría vida a Jean Bastiere, un limpiador de escenas del crimen, la serie fue estrenada en el 2015.

## Filmografía

### Series de televisión
| Año             | Serie                     | Personaje              | Notas          |
| --------------- | ------------------------- | ---------------------- | -------------- |
| 2015 - presente | Spotless                  | Jean Bastiere          | -              |
| 2014            | Sensitive Skin            | Greg                   | 2 episodios    |
| 2013            | Le Pool                   | Marc-André             | episodio # 2.7 |
| 2006            | Nos étés                  | André-Jules Belzile    | 4 episodios    |
| 2003            | Watatatow                 | Karl Godin             | -              |
| 2002            | Les super mamies          | Martin Lafond-Cloutier | -              |
| 1995            | Sous un ciel variable     | Simon Egger-Tanguay    | -              |
| 1993            | Au nom du père et du fils | Jérôme Villeneuve      | episodio # 1.6 |
| 1993            | Les intrépides            | Nellito                | -              |
| 1989            | Un signe de feu           | Guillaume Poliquin     | -              |

### Películas
| Año  | Serie                              | Personaje                | Notas |
| ---- | ---------------------------------- | ------------------------ | --- |
| 2017 | Los hambrientos                    | Bonin                    | junto a Monia Chokri, Brigitte Poupart, Luc Proulx, Charlotte St-Martin, Micheline Lanctôt               |
| 2017 | Goon: Last of the Enforcers        | Xavier LaFlamme          | junto a Seann William Scott, Jay Baruchel, Alison Pill, Liev Schreiber, Eugene Levy & Kim Coates         |
| 2015 | Un monde truqué                    | Julius                   | junto a Marion Cotillard, Jean Rochefort, Macha Grenon, Yolande Moreau & Olivier Gourmet                 |
| 2014 | After the Ball                     | Daniel                   | junto a Portia Doubleday, Chris Noth, Lauren Holly, Natalie Krill & Anna Hopkins                         |
| 2014 | Tu dors Nicole                     | Rémi Gagnon              | junto a Claudia-Émilie Beaupré, Julianne Côté, Juliette Gosselin & Francis La Haye                       |
| 2013 | The End of Pinky                   | Johnny                   | cortometraje - (narrador: versión francesa)                                                              |
| 2013 | Vic + Flo ont vu un ours           | Guillaume Perreira-Leduc | junto a Pierrette Robitaille, Romane Bohringer, Marie Brassard & Georges Molnar                          |
| 2012 | L'affaire Dumont                   | Michel Dumont            | junto a Marilyn Castonguay, Sarianne Cormier, Kathleen Fortin, Martin Dubreuil & Geneviève Brouillette   |
| 2012 | L'homme qui rit                    | Gwynplaine               | junto a Gérard Depardieu, Emmanuelle Seigner, Christa Théret & Arben Bajraktaraj                         |
| 2011 | Le bonheur des autres              | Sylvaine                 | junto a Michel Barrette, Louise Portal, Julie LeBreton, Germain Houde & Eve Duranceau                    |
| 2011 | Goon                               | Xavier LaFlamme          | junto a Seann William Scott, Jay Baruchel, Alison Pill, Liev Schreiber, Eugene Levy & Kim Coates         |
| 2010 | The Chameleon                      | Frédéric Bourdin         | junto a Famke Janssen, Ellen Barkin, Emilie de Ravin, Tory Kittles, Brian Geraghty & Nick Stahl          |
| 2009 | 5150 Rue des Ormes                 | Yannick Bérubé           | junto a Normand D'Amour, Sonia Vachon, Mylène St-Sauveur, Élodie Larivière & Catherine Bérubé            |
| 2008 | Le premier jour du reste de ta vie | Raphaël Duva             | junto a Jacques Gamblin, Zabou Breitman, Déborah François, Stanley Weber & Pio Marmaï                    |
| 2008 | Che: Part Two                      | Régis Debray             | junto a Benicio del Toro, Franka Potente, Matt Damon, Lou Diamond Phillips, Julia Ormond & Demián Bichir |
| 2008 | Bouquet final                      | Gabriel                  | junto a Didier Bourdon, Bérénice Bejo & Gérard Depardieu                                                 |
| 2005 | C.R.A.Z.Y.                         | Zachary Beaulieu         | junto a Michel Côté, Danielle Proulx & Pierre-Luc Brillant                                               |

## Premios y nominaciones
| Año  | Categoría                         | Certamen              | Películas                          | Resultado |
| ---- | --------------------------------- | --------------------- | ---------------------------------- | --------- |
| 2013 | Mejor actor                       | Premios Jutra         | L'affaire Dumont                   | Nominado  |
| 2013 | Mejor actuación como protagonista | Canadian Screen Award | L'affaire Dumont                   | Nominado  |
| 2009 | Mejor revelación masculina        | Premios Cesar         | Le premier jour du reste de ta vie | Ganador   |
| 2006 | Mejor actor - Película canadiense | Premios VFCC          | C.R.A.Z.Y.                         | Ganador   |
| 2006 | Mejor actor                       | Premios Jutra         | C.R.A.Z.Y.                         | Ganador   |
| 2006 | Mejor actuación como protagonista | Premios Genie         | C.R.A.Z.Y.                         | Nominado  |